# Вольфрамат рубидия
Вольфрамат рубидия — неорганическое соединение, соль рубидия и вольфрамовой кислоты с формулой Rb2WO4,
бесцветные кристаллы, 
растворимые в воде, образует кристаллогидрат.

## Получение
- Растворением оксида вольфрама(VI) в растворе или расплаве гидроксида рубидия.

{\displaystyle {\mathsf {WO_{3}+2RbOH\rightarrow Rb_{2}WO_{4}+H_{2}O}}}
- Сплавлением карбоната рубидия с оксидом вольфрама (VI):

{\displaystyle {\mathsf {WO_{3}+Rb_{2}CO_{3}\rightarrow Rb_{2}WO_{4}+CO_{2}}}}

## Физические свойства
Вольфрамат рубидия образует бесцветные кристаллы.
Хорошо растворяется в воде.
Образует кристаллогидрат состава Rb2WO4•½H2O.